# 三难困境
三难困境是指兩種特定的情境：有三個不想要的選項，但必須選擇其中一個；或是者有三個有利的選項，但同時只能選擇其中的二個。
這兩種情況是逻辑等价的。
三难困境衍生自一個較早期出現的詞語兩難，意即在二個或以上困難或不利的選擇中選其一。最早有紀錄使用三难困境一詞的人是1672年的英國牧師菲利浦·亨利，在1725年英國的以撒华滋也有使用此一詞語。實務上有一些三难困境的例子，像經濟學中的三元悖論，也就是一個國家不可能同時完成資本自由進出、固定匯率以及獨立自主的貨幣政策，就是一種三难困境。另外專案管理三角形中的成本、時程及品質也是三难困境的例子。

## 宗教上的三难困境

### 伊比鳩魯的三难困境
希臘哲學家伊比鳩魯在當時已使用過三难困境公式來反對神是全能及全善的這個概念（由大卫·休谟整理）
1. 若神無法避免罪惡出現，祂就不是全能的。
2. 若神不願意避免罪惡出現，祂就不是全善的。
3. 若神即然有能力避免罪惡，也願意避免罪惡，為何仍然有罪惡出現？

雖然一般認定這是伊比鳩魯所提出的，也有人認為這是早期希臘懷疑論者所提出的，例如像是卡爾內阿德斯。
在哲學研究中，上述三难困境的討論及研究會歸類為罪惡問題。

### 辨惑學的三难困境
另一個有名的三難困境有時會被基督教辨惑學者用以證明耶穌的神聖，其中C·S·路易斯的版本最為常見。它從耶穌自稱為神這一假設開始推理，而以下其一必定為真：
1. 瘋子：耶穌不是神，他只是誤認自己為神
2. 騙子：耶穌不是神，而他知道這事實，但他仍然自稱為神
3. 主：耶穌是神

以上的三難困境，尤其是路易士整理的版本，常常出現在有名辨惑論者的著作中。不過，在專業的神學者和研經士有關耶穌的討論中，卻幾乎沒有出現。約翰·希克在他的1993年著作上帝道成肉身的隐喻中描述在年少時曾被教導這樣的立論，同時指出近代研究新約聖經的學者已不再支持耶穌自稱為神這一論點。

## 法律上的三难困境

### “残酷的三难困境”
“残酷的三难困境”是英国人在17世纪发明的宗教和司法迫害利器，这样的三难困境被用作一种威胁并迫害犯罪的人。这是一种迫使嫌疑人说明事实的誓言，在法官问法律问题前强迫被告说出事实。被告将会发现他在这些选择之间感受到压力：
1. 假如他们说谎，将会被指控背叛宗教（這在當時被視為會讓人死後墮入地獄的不赦之罪（英语：Mortal Sin）[8]，或者被指控为作偽證）
2. 假如他说实话，他将自己承认犯罪并被惩罚，或者
3. 什么都不说，这样他会被认为藐视法庭。

## 哲学的三难困境

### 明希豪森的三难困境
在知识论中，明希豪森三难困境是一种哲学术语，这术语的发明是为了在逻辑和数学中强调证明任一真理都是不可能的。其名称可以追溯到德国哲学家汉斯·艾伯特的逻辑。其論證如下：對於知識理據的追問只能有以下三種結果，而該三種結果最終均會導致失敗：
1. 對於任一知識，其理據必然亦基於另一理據。而為這項理據找尋新的理據將無可避免墮入無窮迴歸（英语：infinite regress）之中。
2. 在找尋理據的過程中，停止於某一定點，這樣必然有部分理據缺乏根據。例如在追根究底的過程中碰到自明的真理、常識、學術上的基本定理，或是訴諸教條及其他證據。
3. 若以上皆非，理據將無可避免被循環論證。

### 言論審查的三难困境
約翰·斯圖爾特·密爾在其著作論自由中主張自由言論不應被壓制。他形容了一個當權者在推行言論審查時會遇到的三難困境；當自由言論被壓制時，被禁止的觀點為以下三者之一：
1. 真確－社會被奪去了容忍錯誤換取真理的機會
2. 錯誤－錯誤被公開反而會讓真理更為明顯，說服大眾相信真確的道理
3. 半真半假－它包含了一部分將被遺忘的真理，而這正是需要被再次發現，以期與其相抵觸的正確觀點重新整合，並到達完整真理的目標。

## 經濟學上的三难困境

### “不稳定的三角關係”
1952年英國經濟學人發表了有關“不稳定的三角關係”的一系列文章，描述了“穩定價格、全民就業和..不受限制的工資協商間的三角不相容關係”。這系列文章的背景，是在於表達當權者面對兩項神聖不可侵犯的政治立場，即保障就業與勞工權利時，平衡外在因素（成本與需求引起的價格波動）的困難。在幾乎全民就業的當時，工人集體行動引發的通漲令英鎊的價值受壓向下，而疲軟的貨幣則促使政府發起一系列擾亂經濟及政治的鐘擺政策（引起通縮然後再通漲）。凱因斯在其經濟論述中亦預期在不犧牲人民自由與其所包含的勞工權利的情況下，強行穩定價格及就業會引起嚴重問題。林布隆在1949年的著作《工會及資本主義》亦詳盡地描述了這項不相容性。

### 國際金融學的“三元悖論”
經濟學家蒙代爾及弗萊明在1962及1963年提出“三元悖論”，設想在建立穩定的國際金融系統當中會遇到的問題。據他們描述，一個國家必須權衡以下三項施政目標：固定匯率、獨立自主的貨幣政策及資本流動自由。根據他們建立的蒙代爾-弗萊明模型，任一小型開放經濟體均不能同時達到以上三項目的；其必須要在三者之一作取捨。

### 工資政策的三難困境
1989年，政治學教授彼得·斯文森（Peter Swenson）指出，勞方工會在爭取合理待遇時需要周旋於三種相互制約的平等概念，而陷入兩種三難困境之中。其一是工會為某一行業的工人爭取行業內與行業間的工資水平對等時，難以確保最大化該行業的就業機會。斯文森將其形容為“橫向三難困境”。另一方面，“縱向三難困境”則是工會為工人爭取更高工資的同時，要求資方將利潤的更高比例分配於工資上，還要保障就業。這些困境解釋了為何工會制定的工資政策和政治策略為何看起來常常搖擺不定。

### 平克的社會三難困境
史迪芬·平克在著作心智探奇及心靈白板論中論述了另一項三難困境：他認為社會不可能存在公平、自由及平等。在一個公平的社會裡，多勞者多得；而財富的擁有者在自由，不被干涉的社會裡會選擇把財富留給下一代；這樣的社會不可能平等，因為有人出生就比其他人更有優勢。

## 企業管理的三難困境

### 專案管理三難困境

專案管理三角形以“三擇其二”的欧拉圖表達。

科幻小說家亞瑟·查理斯·克拉克有一段著名對話，引述了企業管理中，要求作業快速、省錢與高質所面對的三難困境。在軟件工程中，這代表項目管理人只能在下列三項中選擇其二：盡快完成項目並領導市場，最高軟件質量（盡量減少缺陷）或最低成本（人力資源）。項目管理的著名格言：“快、好、省：不能兼得”就是在描述這個道理，並歸納整理成專案管理三角形或品質、成本、交付理論。

## 電腦理論的三難困境
硬碟序列（RAID）技術在不同配置下，為使用者提供下列三項優長之其二：（較）低廉成本、存取速度或容錯可靠性。（RAID 0快又便宜，但並不可靠；RAID 60極為可靠，同時存取速度效益良好，只是非常昂貴。）正亦實現了“快、好、省：不能兼得”的句格言。
在靜音電腦領域中，同樣的困難被描述為“快、省、寧靜：不能兼得”。
另外，電腦科學理論上的其他三難困境包括描述分佈式計算系統的限制的CAP定理，還有在網路傳輸協定理論中，有關參與者命名的Zooko三角假說。
在磁儲存的讀寫上，有可讀性、可寫和穩定性限制的磁性寫錄三難（Magnetic Recording Trilemma）。要將資料儲存在非常小的位元面積且保有資料可靠性，磁性媒體的材料必須具有非常高的磁力頑性（coercivity）。在一些容量點(capacity point)中位元面積很小而且相應的磁力頑性很高，因此用於寫錄資料的磁場不能強到足以永久影響資料。

## 地球的三難困境
“地球的三難困境”（又名“3E困境”）是研究能源與環境保護領域的科學家所使用的術語。3E困境就是經濟-能源-環境（Economy-Energy-Environment）三方互為影響的關係。

為了啓動經濟發展（E：經濟），需要提升能源支出（E：能源），但排出更多的污染物氣體卻會造成環境問題（E：環境）

## 齊澤克三難困境

齊澤克三難困境示意圖

“齊澤克三難困境”以幽默的形式，探討在某種意識形態的限制下，個人基本人格品德之間的衝突。常常被誤認為由哲學家斯拉沃熱·齊澤克的創作，它其實是齊澤克在著作中引述的一個例子，原作佚名：

我們可以想像在一個絕對的共產政權的統治下生活的法則，其特徵有三：個人誠信、支持政權和個人的智力水平。三者只能選其二，而不能兼得。當人言而有信，同時支持政權，他的智力只能是一般；當有人聰明又支持政權，他的誠信應當受到懷疑；而誠實又有智慧的人，就不可能支持政權。